# Thomas Hinman Moorer
Thomas Hinman Moorer (Mount Willing, 9 febbraio 1912 – Bethesda Naval Hospital, 5 febbraio 2004) è stato un ammiraglio statunitense, in servizio presso l'US Navy, veterano della seconda guerra mondiale. Ricoprì l'incarico di comandante della United States Seventh Fleet, della United States Pacific Fleet e della United States Atlantic Fleet. Tra il 1967 e il 1970 fu Capo delle Operazioni Navali, e tra il 1970 e il 1974 Capo dello stato maggiore congiunto degli Stati Uniti. Fu implicato in un giro di spionaggio all'interno della Casa Bianca durante l'amministrazione Nixon, ma non fu mai perseguito.

## Biografia

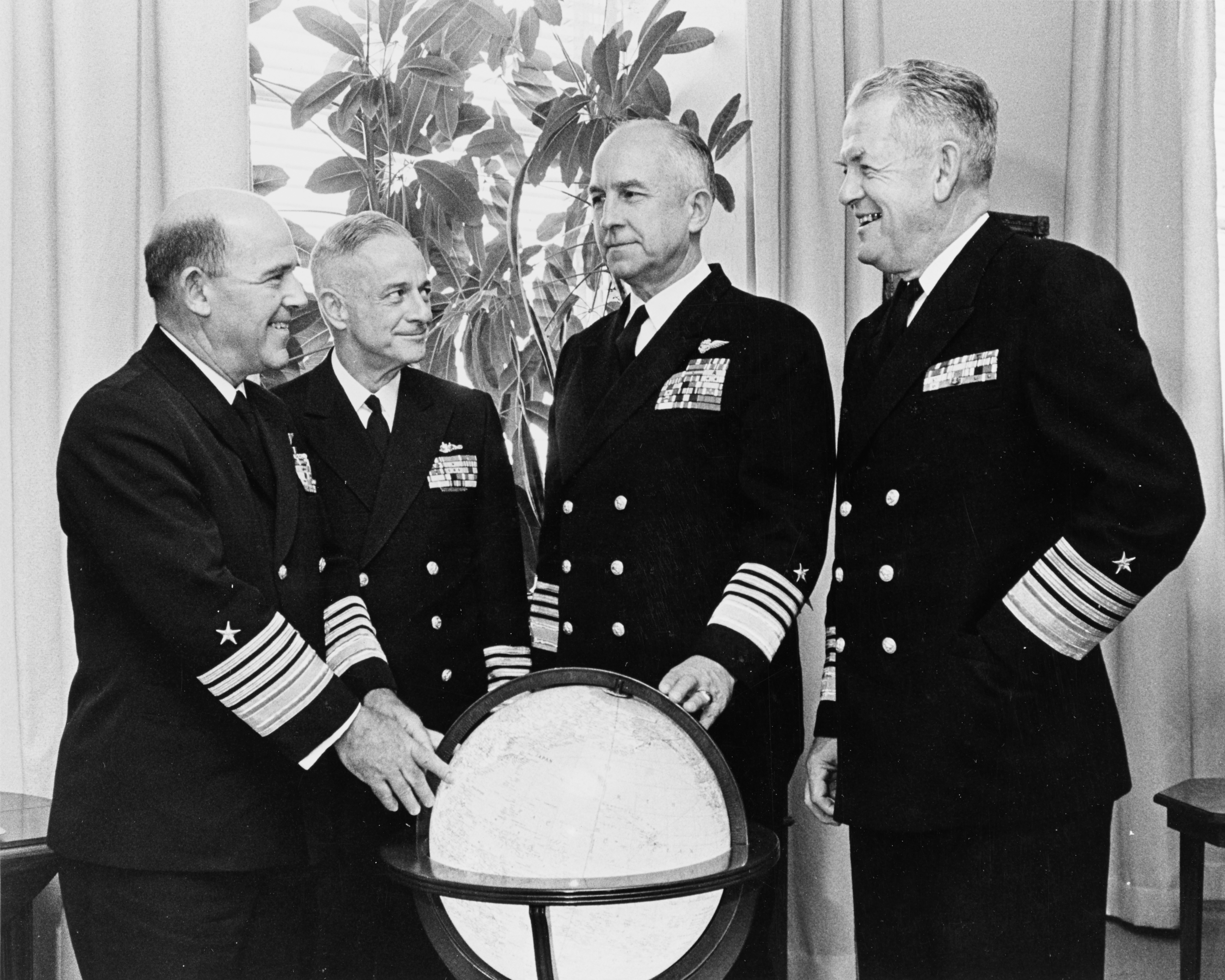
I comandanti anziani dell'U.S. Navy posano davanti a un globo illuminato nel 1968: ammiragli John J. Hyland, John S. McCain, Jr., il Capo delle operazioni navali Moorer, e Ephraim P. Holmes.

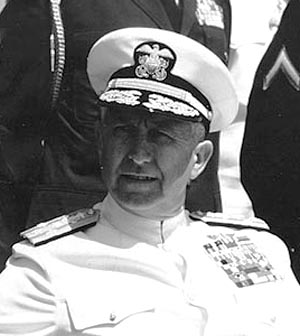
L'ammiraglio Moorer a bordo della portaerei Saratoga, maggio 1969.

Nacque a Mount Willing, Alabama, il 9 febbraio 1912, figlio di R.R., di professione dentista, e Hulda Hill Hinson. Crebbe a Eufaula, con i suoi fratelli, incluso suo fratello Joseph, che sarebbe diventato anche lui un ammiraglio della Marina.
Dopo essersi diplomato alla Cloverdale High School di Montgomery,  il 10 giugno 1929 si arruolò nell'US Navy frequentando l'Accademia navale di Annaplis da cui uscì il 1 giugno 1933 con il grado di guardiamarina. Dal giugno 1933 prestò servizio per sei mesi a bordo dell'incrociatore pesante Salt Lake City come ufficiale junior nel dipartimento di artiglieria. Aiutò successivamente nell'allestimento dell'incrociatore pesante New Orleans presso il Navy Yard, New York, e prestò servizio nei reparti di artiglieria e ingegneria di quell'incrociatore dalla sua messa in servizio, il 15 febbraio 1934, fino al giugno 1935. Durante l'anno successivo fu studente presso la Naval Air Station Pensacola, Florida.
Dopo aver completato l'addestramento per l'aviazione di marina  nel luglio 1936, volò con il Fighter Squadron VF-1B di caccia basato per un breve periodo sulla portaerei Langley, e poi trasferitosi sulla Lexington. Nel luglio 1937 fu trasferito al VF-6 imbarcato sulla  Enterprise, dove rimase fino all'agosto 1939. Qualificatosi al pilotaggio sugli idrovolanti e volò con uno squadron da pattugliamento marittimo nei primi anni della seconda guerra mondiale. Promosso tenente il 23 novembre 1940, era in servizio con il Patrol Squadron 22 (VP-22) a Pearl Harbor, Hawaii, quando l'Impero giapponese attaccò gli Stati Uniti d'America  il 7 dicembre 1941. Il suo resoconto dell'attacco a Pearl Harbor è stato pubblicato con il titolo A Patrol in the wrong direction. Il suo squadron, dotato dei Consolidated PBY Catalina partecipò successivamente alla campagna delle Indie orientali olandesi del 1941-1942 nel Pacifico sud-occidentale, dove volò in numerose missioni di combattimento. Fu insignito della Purple Heart e della Silver Star dopo che il suo aereo era stato abbattuto nelle vicinanze di Capo Diemen al largo delle coste australiane il 19 febbraio 1942. Riunì i membri del suo equipaggio in acqua, e poi i naufraghi vennero tratti in salvo da una nave mercantile, la SS Florence D.. Quest'ultima fu attaccata e affondata lo stesso giorno dagli aerei nemici coinvolti nel primo bombardamento di Darwin e lui evacuò il suo equipaggio imbarcandolo su una delle sue scialuppe di salvataggio. Navigando verso un'isola deserta furono infine salvati quando fu avvistato l'enorme "SOS" che aveva fatto disegnare ai suoi uomini nella sabbia.
Arrivato in Australiaattirò l'attenzione del generale Douglas MacArthur che lo chiamò a pianificare ed effettuare un salvataggio notturno delle "forze speciali" australiane intrappolate a Timor Est, centinaia di miglia all'interno delle linee nemiche. Trasferito al Patrol Squadron VP-101 ricevette la Distinguished Flying Cross per il suo valore tre mesi dopo, quando sfidò la superiorità aerea giapponese per inviare rifornimenti da Darwin a Beco, isola di Timor, rientrando in Australia con dei feriti a bordo.
Dopo il suo ritorno negli Stati Uniti nel luglio 1942, fu assegnato allo stato maggiore del comandante in capo della marina statunitense, ammiraglio Ernest J. King. Fu inviato in Inghilterra dall'agosto di quell'anno al marzo dell'anno successivo con il compito di studiare in modo approfondito le operazioni di sminamento alleate, divenne un esperto nella guerra contro le mine. Divenuto tenente comandante il 1 ottobre 1942, assunse il comando dello Bomber Squadron 132, di stanza a Key West, con cui condusse missioni di guerra contro i sommergibili tedeschi al largo delle coste della Florida, Cuba e del Nord Africa. Lasciato quel comando, prestò servizio come artigliere e ufficiale tattico nello stato maggiore del comandante dell'aeronautica militare dell'Atlantico, dal marzo 1944 al luglio 1945, venendo promosso comandante nell'aprile 1944.
Insignito della Legion of Merit, dall'agosto 1945 al maggio 1946 fu assegnato allo Strategic Bombing Survey in Giappone dell'Ufficio del Capo delle Operazioni Navali, impegnato nell'interrogatorio degli ufficiali giapponesi. Visitò sia Hiroshima che Nagasaki e ha intervistato, tra gli altri, l'imperatore del Giappone Hirohito. Apprese che le principali considerazioni da parte dell'alto comando giapponese che portarono all'attacco preventivo contro le nostre forze a Pearl Harbor erano che consideravano gli Stati Uniti d'America impreparati alla guerra.
Per due anni prestò servizio come ufficiale esecutivo della Naval Aviation Ordnance Test Station, Chincoteague, Virginia dove i suoi incarichi includevano il servizio come responsabile del progetto per lo sviluppo del missile aria-aria AIM-9 Sidewinder e delle operazioni aeree in mare. Successivamente prestò servizio a bordo come ufficiale delle operazioni della portaerei Midway  (luglio 1948-novembre 1949) e come ufficiale delle operazioni nello staff del comandante della 4ª Divisione portaerei della flotta atlantica (dicembre 1949-luglio 1950).  Rientrato negli USA nell'agosto 1950 fu assegnato per un anno come ufficiale addetto alle sperimentazioni presso il Naval Ordnance Test Station a Inyokern, in California. Durante l'anno successivo, fu studente al Naval War College a Newport, Rhode Island, e, divenuto capitano il 1 gennaio 1952, nell'agosto 1953, tornò di nuovo in servizio nello staff del comandante dell'aeronautica militare della Atlantic Fleet. Nel maggio 1955 fu assegnato, dal Dipartimento della Marina, a prestare servizio come assistente del Segretario aggiunto della Marina (Air) e nel luglio 1956 divenne comandante della nave appoggio idrovolanti Salisbury Sound operante in Estremo Oriente.
Il 26 luglio 1957 fu promosso contrammiraglio a titolo temporaneo, decisione approvata dal Presidente e nell'ottobre dello stesso anno fu nominato assistente speciale alla Divisione Piani Strategici presso l'Ufficio del Capo delle Operazioni Navali, divenendo contrammiraglio a titolo definitivo il 1 agosto 1958. Dal 1 gennaio 1958 al luglio 1959, fu assistente capo delle operazioni navali (War Gaming Matters), dopo di che comandò la 6ª Divisione portaerei. Ritornò presso l'ufficio del Capo delle Operazioni Navali nel novembre 1960 e prestò servizio come Direttore del Gruppo Obiettivi a Lungo Raggio fino all'ottobre 1962, quando assunse il comando della 7ª Flotta.
Promosso viceammiraglio il 5 ottobre 1962 e ammiraglio il 26 giugno 1964, in quello stesso mese assunse il comando della Pacific Fleet. Tre mesi dopo avvenne l'incidente del golfo del Tonchino ed egli ordinò un'indagine interna sui rapporti contrastanti emersi in seguito all'evento. Il 30 marzo 1965 lasciò la flotta del Pacifico, appena due settimane dopo che le sue forze aeree si erano unite alla Operazione Rolling Thunder, la campagna aerea statunitense contro il Vietnam del Nord.
Il 30 aprile 1965 fu nominato comandante della Atlantic Fleet, primo ufficiale della marina statunitense ad aver comandato entrambe le due flotte.
Prestò servizio come Capo delle Operazioni Navali tra il 1 agosto 1967 e il 17 giugno 1970, lavorò a stretto contatto con gli ufficiali più anziani dell'esercito e del governo degli Stati Uniti d'America.  Per tre anni comandò la marina durante il culmine della guerra del Vietnam, un periodo caratterizzato da una crescente antipatia in Patria nei confronti del coinvolgimento militare statunitense nel sud-est asiatico e dall'inizio delle sfide navali sovietiche al dominio marittimo statunitense. Schierò le risorse disponibili per contrastare l'espansione delle grandi task force sovietiche nel Mediterraneo, nel Mar Rosso e nell'Oceano Indiano. Nonostante i vincoli di bilancio e le esigenze della guerra del Vietnam, ebbe particolare successo nel modernizzare i sottomarini statunitensi per garantirne la continua superiorità tecnica nei confronti delle unità sovietiche.
Ricoprì l'incarico di Capo dello stato maggiore congiunto degli Stati Uniti dal 2 luglio 1970 al 1 luglio 1974.
Mentre svolgeva questo incarico condusse personalmente l'attività di minamento del porto di Hai Phong, effettuata nel 1972, e credeva che se un'operazione del genere fosse stata condotta nel 1964 avrebbe fatto una differenza significativa nell'esito della guerra.
Alcuni estratti del suo diario tenuto durante il suo periodo come presidente dei capi di stato maggiore congiunti sono stati recentemente declassificati e includono una nota su un generale dell'aeronautica che disse ai capi di stato maggiore congiunti durante una riunione del 1971 che in una guerra nucleare gli Stati Uniti potrebbero perdere duecento milioni di persone e ne abbiamo ancora di più di quelle che avevamo al tempo della Guerra Civile. In qualità di rappresentante del JCS nei vari comitati del NSC, fu coinvolto nei colloqui sulla limitazione delle armi strategiche (SALT). Nel maggio 1972 il presidente Richard Nixon si recò a Mosca per la fase finale della firma del trattato SALT I. Il pomeriggio e la sera del 25 maggio ci furono tesi scambi di messaggi mentre il Presidente chiedeva allo JCS l'accettazione delle condizioni definitive negoziate a Mosca. Egli raccomandò di respingerli per far sì che i sovietici concedessero più terreno, ma Nixon fece forti pressioni per il consenso del JCS.
Nel dicembre 1972, il presidente Nixon ordinò di effettuare l'operazione Linebacker II, colpendo senza restrizioni obiettivi nell'area di Hanoi e di Hai Phong, dicendogli il 14 dicembre: "Non voglio più queste stronzate sul fatto che non siamo riusciti a colpire questo obiettivo o quello. Questa è la tua occasione per usare la potenza militare per vincere questa guerra, e se non lo fai, ti riterrò responsabile.
Nell’ottobre del 1973, quando l’Egitto e la Siria attaccarono le forze israeliane nei territori occupati che Israele aveva loro conquistato durante la guerra dei Sei Giorni del 1967, i capi di stato maggiore congiunti supervisionarono un grande trasporto aereo di armi verso Israele diretto dal presidente Nixon. L'ammiraglio temeva che gli arabi si sarebbero rivolti all'Unione Sovietica, mettendo così in pericolo l'accesso degli Stati Uniti d'America al petrolio del Medio Oriente. In effetti, Israele ottenne tali successi contro l’Egitto che l'Unione Sovietica minacciò di intervenire direttamente nel conflitto. In una riunione di mezzanotte tenutasi alla Casa Bianca, egli disse senza mezzi termini che il Medio Oriente sarebbe il posto peggiore in cui combattere una guerra con l’URSS. Tuttavia sostenne le decisioni dell'amministrazione Nixon di scoraggiare Mosca ordinando un'allerta mondiale, fermando l'avanzata di Israele e quindi ripristinando i legami con gli stati arabi.
Mentre era presidente del CJCS riceveva costantemente documenti riservati che erano stati rubati da una rete di spionaggio dei capi di stato maggiore congiunti all'interno della Casa Bianca supervisionata dall'ammiraglio Robert Welander, l'ufficiale di collegamento del JCS con il Consiglio di sicurezza nazionale. A Welander furono forniti i documenti rubati dallo Yeoman della Marina Charles Radford dalle scrivanie della Casa Bianca, borse bruciate e le valigette di Henry Kissinger e del generale Alexander Haig, tra gli altri luoghi della Casa Bianca. La rete di spie operò per circa 13 mesi prima di essere scoperta dall'aiutante di Nixon John Ehrlichman. Welander e Radford ammisero i furti, crimini ai sensi della legge sullo spionaggio e alla fine furono trasferiti in remoti avamposti militari. Il procuratore generale John Mitchell informò Moorer che l'amministrazione era a conoscenza del giro di spionaggio, ma il Presidente Nixon, apparentemente preoccupato per le potenziali ricadute politiche, ordinò che non avesse luogo alcun procedimento giudiziario.
Al termine del suo secondo mandato di due anni come CJCS,  si ritirò dal servizio attivo il 1 luglio 1974. In pensione, prestò servizio come consigliere senior presso il Centro per gli studi strategici e internazionali di Washington DC, e in diversi consigli di amministrazione aziendali.
Durante gli anni dell'amministrazione Carter, quando sembrava che la costruzione delle future portaerei sarebbe stata limitata a navi più piccole e meno capaci di quelle grandi, la sua testimonianza davanti allo House Armed Services Committee fu il punto di svolta a sostegno delle grandi unità che gli ufficiali in servizio attivo richiedevano e volevano. La nave era la Theodore Roosevelt, che seguita da altre cinque unità della classe e il Segretario della Marina riconobbe il suo aiuto durante la sua messa in servizio.
In un'intervista con il giornalista Stanley Karnow nel 1981, Moorer espresse molta amarezza per come fu combattuta la guerra del Vietnam, dicendo: "Avremmo dovuto combattere nel nord, dove tutti erano nemici, dove non dovevi preoccuparti se o non sparavi a civili amichevoli. Nel Sud, dovevamo fare i conti con le donne che nascondevano granate nei reggiseni o nei pannolini dei loro bambini. Ricordo che due dei nostri marines furono uccisi da un giovane a cui stavano insegnando a giocare a pallavolo. Ma Lyndon Johnson non voleva rovesciare il governo del Vietnam del Nord. Ebbene, l'unico motivo per andare in guerra è rovesciare un governo che non ti piace.
Morì il 5 febbraio 2004 presso il Bethesda Naval Hospital a Bethesda, nel Maryland, all'età di 91 anni. La salma venne sepolta nel cimitero nazionale di Arlington. Lasciava la moglie Carrie Ellen Foy e i loro quattro figli, Thomas Randolph, Mary Ellen, Richard Foy e Robert Hill. 
L'Armeria della Guardia Nazionale (Fort Thomas H. Moorer Armory) a Fort Deposit, Alabama, porta il nome da Moorer, così come una scuola media a Eufaula, Alabama.
Il 31 marzo 1970 era divenne membro della Alabama Society of the Sons of the American Revolution (SAR). Gli era stato assegnato il numero di membro della SAR nazionale 99.634 e il numero 759 dell'Alabama Society. Successivamente è stato insignito della medaglia d'oro della buona cittadinanza della società. Era anche membro del Naval Order of the United States.

### L'attacco alla USS Liberty
Moorer giunse alla conclusione che l'attacco alla USS Liberty nel 1967 fu un atto deliberato da parte degli israeliani e che il presidente Lyndon B. Johnson ordinò l'insabbiamento per mantenere saldi i rapporti con Israele. Moorer ha dichiarato che Israele ha tentato di impedire agli operatori radio della Liberty di inviare una richiesta di aiuto disturbando i canali radio di emergenza americani. [E che] le torpediniere israeliane hanno mitragliato le scialuppe di salvataggio a distanza ravvicinata che erano state abbassate per salvare i feriti più gravi. Moorer affermò che c'era stata una cospirazione per nascondere l'evento e chiese se il nostro governo ha messo gli interessi di Israele al di sopra dei nostri? Se sì, perché? Il nostro governo continua a subordinare gli interessi americani a quelli israeliani?.
In una intervista del 1983, Moorer disse: Non ho mai visto un presidente - non mi interessa chi sia - tener testa a loro [gli israeliani]. Ti lascia senza parole. Ottengono sempre quello che vogliono. Gli israeliani sanno sempre cosa sta succedendo. Sono arrivato al punto in cui non stavo scrivendo nulla. Se il popolo americano capisse quale presa hanno queste persone sul nostro governo, si solleverebbe in armi. i cittadini non hanno idea di cosa succede. 
L'ammiraglio Moorer fu presente alla cerimonia di consegna della Medal of Honor per l'ufficiale in comando della Liberty, il capitano William McGonagle.
Il capitano McGonagle ha ricevuto l'onorificenza dal Segretario alla Marina Paul Ignatius lontano dalla Casa Bianca, rompendo con la lunga tradizione che tale onorificenze fossero consegnati dal Presidente degli Stati Uniti d'America in una cerimonia pubblica. L'ammiraglio Moorer spiegò che ciò era dovuto al fatto che l'attacco alla Liberty era stato insabbiato dall'attuale amministrazione presidenziale.
Moorer disse al Washington Post nel 1991: Suggerire che non potessero identificare la nave è... ridicolo... Chiunque non sia in grado di identificare la Liberty non potrebbe distinguere tra la Casa Bianca e il Monumento a Washington.
Moorer rimase un schietto sostenitore dei sopravvissuti dell'equipaggio della Liberty: È ridicolo dire che si trattò di un incidente. C'era bel tempo, lei batteva bandiera degli Stati Uniti e gli aerei e le torpediniere attaccarono per un lungo periodo di tempo. Penso che il Congresso dovrebbe indagare sull'incidente, anche adesso. Moorer scrisse nel 1997: "Non ho mai creduto che l'attacco alla USS Liberty fosse un caso di scambio di identità. Ciò è ridicolo. Ho sorvolato gli Oceani Atlantico e Pacifico, migliaia di ore, cercando navi e identificando tutti i tipi di navi in mare. La Liberty era la nave più brutta e dall'aspetto più strano della Marina degli Stati Uniti. Essendo una nave di intelligence sulle comunicazioni, spuntava ogni tipo di antenna. Sembrava un'aragosta con tutte quelle proiezioni che si muovevano in ogni direzione. Israele sapeva perfettamente che la nave era americana.
Intervenne personalmente per invertire la decisione dell'Accademia navale degli Stati Uniti di non includere i nomi di 2 membri dell'equipaggio della Liberty che furono uccisi in azione su un muro commemorativo a Bancroft Hall. I membri dell'equipaggio in questione erano il tenente comandante Philip Armstrong Jr. e il tenente Stephen Toth. Moorer commentò con rabbia il tentativo dell'Accademia di omettere i nomi: “Sono intervenuto e sono riuscito a invertire l'idea apparente che morire in un attacco codardo e unilaterale da parte di un presunto alleato non è in qualche modo la stessa cosa che essere ucciso da un nemico dichiarato.
Nel 24º anniversario dell'attacco (1991), Moorer partecipò a una cerimonia alla Casa Bianca destinata a onorare i sopravvissuti della Liberty. Molti erano presenti, incluso il capitano William McGonagle. Invece del presidente George H. W. Bush a salutare i sopravvissuti, come previsto, vi fu il capo dello staff della Casa Bianca John H. Sununu e il consigliere per la sicurezza nazionale Brent Scowcroft. Moorer lo descrisse come molto emozionante.
Nel 2003 Moorer guidò una commissione indipendente per indagare sui dettagli dell'incidente della USS Liberty.
La commissione stabilì, tra le altre cose, che lo stato di Israele aveva deliberatamente attaccato una nave americana in acque internazionali, uccidendo 34 marinai statunitensi e perpetrando un atto di guerra. Alla commissione partecipavano anche il generale dei marines Raymond G. Davis, il contrammiraglio Merlin Staring e l'ex ambasciatore degli Stati Uniti in Arabia Saudita James E. Akins. La cosiddetta Commissione Moorer presentò i risultati al governo degli Stati Uniti insieme alla richiesta di un'adeguata indagine del Congresso sull'attacco. Non è stata condotta alcuna indagine.
Meno di un mese prima della sua morte (nel 2004), Moorer fece un altro appello per un’indagine sull’incidente della Liberty e per la fine del vergognoso” insabbiamento.

## Onorificenze

### Onorificenze civili
- Premio Stephen Decatur per la competenza operativa nella Navy League of the United States (maggio 1964)
- Laurea Honoris Causa in Giurisprudenza conferitagli della Auburn University (1968)
- Premio Generale William Mitchell conferitogli dal Wings Club of New York City (febbraio 1968)
- Membo dell'Alabama Academy of Honor (agosto 1969)
- Laurea Honoris Causa in Lettere e Filosofia conferita dalla Samford University (maggio 1970)
- Premio Frank M. Hawks per gli eccezionali contributi allo sviluppo dell'aviazione da parte dell'American Legion Air Service Post 501, New York City (gennaio 1971)
- Il Gray Eagle Award conferitogli dal Washington Navy Yard (29 giugno 1972)
- Gold Good Citizenship Medal, Sons of the American Revolution
- National Aviation Hall of Fame[23] (1987)
- Premio Lone Sailor Award dalla U. S. Navy Memorial Foundation (1989)
- National Football Foundation Gold Medal (1990)
- Membro della Alabama Men’s Hall of Fame (2018)

### Annotazioni
1. ↑  Suo padre, un dentista, lo chiamò così in onore del suo professore preferito all'Atlanta-Southern Dental College, il dottor Thomas Hinman.

### Fonti
1. 1 2 3 4 5 6 7 8 9 10 11 12 13 14 15 16 17 18 19 20 21 22 23 24 25 26  Naval History and Heritage Command.
2. 1 2 3 4 5 6  Weiner 2025, pp. 147-151.
3. 1 2 3 4 5 6 7 8 9 10 11 12 13 14 15 16 17 18 19 20 21 22 23 24 25 26 27 28 29  Joint Chiefs of Staff.
4. ↑  (EN) VPNAVY – VP-22 History Summary Page – VP Patrol Squadron, su vpnavy.org.
5. ↑  Stillwell 1981, pp. 202-206.
6. 1 2 3 4 5 6 7 8  Newtotalitarians.
7. ↑  Gibson, Gipson 2008, p. 171.
8. ↑  (EN) William Burr, Top Air Force Official Told JCS in 1971: "We Could Lose Two Hundred Million People [in a Nuclear War] and Still Have More Than We Had at the Time of the Civil War, su nsarchive.gwu.edu, National Security Archive, 15 febbraio 2017. URL consultato il 17 agosto 2018.
9. ↑  Karnow 1983, p. 652.
10. ↑  Karnow 1983, pp. 16-17.
11. ↑  (EN) Ex-Navy Official: 1967 Israeli Attack on U.S. Ship Was Deliberate, Foxnews.com, 23 ottobre 2003. URL consultato il 16 novembre 2008.
12. 1 2  (EN) Thomas Moorer, Betrayal behind Israeli attack on U.S. ship, in Houston Chronicle, 11 gennaio 2004.
13. ↑  Findley 1989, p. 161.
14. ↑  (EN) Jon Thurber, Capt. William McGonagle; Won Medal of Honor After Israelis Attacked Ship, su latimes.com, Los Angeles Times, 11 marzo 1999. URL consultato il 26 aprile 2023.
15. 1 2  (EN) Bill McAllister, Spy Ship Brought In From the Cold, in The Washington Post, 15 giugno 1991.
16. ↑  (EN) James Ennes, USS Liberty: Eyewitness Account, su History News Network. URL consultato il 20 marzo 2023.
17. ↑  (EN) Memorandum To: AMEU From: Admiral Thomas H. Moorer Subject: Attack on the USS Liberty, su la.utexas.edu. URL consultato il 20 marzo 2023.
18. ↑  (EN) Thomas Moorer Letter of June 8, 1997, su la.utexas.edu. URL consultato il 26 aprile 2023.
19. 1 2  (EN) Bill McAllister, SPY SHIP BROUGHT IN FROM THE COLD, in Washington Post, 15 giugno 1991. URL consultato il 26 aprile 2023.
20. ↑  https://www.usslibertyveterans.org/pdfs/LVANewsletter2017-04.pdf
21. ↑  https://www.usslibertyveterans.org/files/documentcenter/USS%20Liberty%20Document%20Center/usslibertydocumentcenter.org/doc/upload/Independent_Commission_Israeli_Attack_USS_Liberty.pdf
22. ↑  (EN) Betrayal behind Israeli attack on U.S. ship, su Chron, 11 gennaio 2004. URL consultato il 26 aprile 2023.
23. ↑   Enshrinee Thomas Moorer, su nationalaviation.org, National Aviation Hall of Fame. URL consultato il 27 febbraio 2023.